# Gertrude Ezorsky
Gertrude Ezorsky (* 5. Juli 1926 in Brooklyn, New York City; † 19. April 2019) war eine US-amerikanische Philosophin, die Professuren am Brooklyn College sowie am CUNY Graduate Center der City University of New York innehatte.

## Leben
Ezorsky studierte zunächst selbst am Brooklyn College in New York City. Dort erlangte sie 1947 ihren Bachelor of Arts. Ihren ersten Master of Arts in Philosophie schloss sie 1955 an der New York University ab, einen weiteren 1969 am Wolfson College (Oxford). Bevor Ezorsky sich endgültig der Philosophie zuwandte, war sie in der Fabrik sowie im Büro tätig und unterrichtete als Grundschullehrerin. Im Jahr 1961 schloss Ezorsky ihre Dissertation, in der sie sich mit den Wahrheitskonzepten von John Dewey und Peter Strawson auseinandersetzte, am Department of Philosophy der New York University ab. In der Folge hatte Ezorsky Philosophie-Professuren am Brooklyn College von 1964 bis 1995 sowie am CUNY Graduate Center inne.
Zeit ihres Lebens tat sich Ezorsky insbesondere durch ihren Kampf gegen die Diskriminierung von Frauen in der akademischen Welt hervor.

## Werk und Einfluss
Ezorsky publizierte in den Bereichen Erkenntnistheorie, Metaethik und Ethik, wobei ihre Ansätze in der analytischen Philosophie zu verorten sind.
Zu Beginn ihrer philosophischen Laufbahn widmete Ezorsky sich Fragen der Erkenntnistheorie und der Natur der Wahrheit. Später ging Ezorsky insbesondere in die Auseinandersetzung mit dem Utilitarismus. Viel Aufmerksamkeit erzielte dabei ihre Arbeit zu Marcus Singers Werk Generalization in Ethics (dt.: Verallgemeinerung in der Ethik) und ihre Diskussion der Arbeiten von David Lyons und John Rawls über das Verhältnis von Handlungsutilitarismus und Regelutilitarismus.
Im Feld der angewandten Ethik lag der Fokus von Ezorskys Arbeit auf Fragen der Gerechtigkeit, Chancengleichheit und Freiheit. Ezorsky befasste sich dabei intensiv mit dem Verhältnis von Gerechtigkeit und Bestrafung und veröffentlichte im Zuge dessen den Sammelband Philosophical Perspectives on Punishment. Zudem bezog Ezorsky Stellung zur Diskriminierung von Frauen sowie zu institutionellen Diskriminierungspraktiken im Allgemeinen. Ihre grundlegende Arbeit Racism and Justice zum Thema affirmative action verkaufte sich über 14.000 Mal. In Racism and Justice argumentiert Ezorsky, dass rassistische Praktiken die Folgen der Sklaverei bis in die Gegenwart fortgesetzt und verstärkt haben, wobei ihr Fokus auf der Ausleuchtung ethischer und moralischer Aspekte positiver Diskriminierung als Gegenmittel liegen.
Bemerkenswert war zudem Ezorskys Artikel The Fight over University Women, erschienen in The New York Review im Jahr 1974, in dem sie die Diskriminierung gegen Frauen an den Universitäten Harvard, Columbia, Berkeley, Chicago sowie der City University of New York anklagte. Der Artikel Hiring Women Faculty, erschienen in Philosophy and Public Affairs im Jahr 1977, setzte diese Argumentation fort. In dieser Zeit organisierte Ezorsky mit Erfolg eine Petition mit 3000 Unterschriften in der New York Times, die Maßnahmen gegen die Diskriminierung von Frauen im Einstellungsprozess an Universitäten erwirkte.
1996 erhielt Ezorsky den Distinguished Women of the Year Award der Society for Women in Philosophy.

## Schriften
- Philosophical Perspectives on Punishment. 2. Auflage, SUNY Press, 2015. ISBN 978-1438458557
- Racism and Justice: The Case for Affirmative Action. 5. Auflage, Cornell University Press, 1991. ISBN 978-0801499227